# Pipistrellus ceylonicus
Pipistrellus ceylonicus — вид роду нетопирів.

## Середовище проживання
Країни поширення: Бангладеш, Китай (Хайнань), Індія, Індонезія (Калімантан), Малайзія (Сабах, Саравак), М'янма, Пакистан, Шрі-Ланка, В'єтнам. Вид був записаний від рівня моря до висоти 2153 м над рівнем моря. Цей вид можна знайти в різноманітних місцях проживання від посушливих регіонів до вологих гірських лісів. Лаштує сідала в людських оселях в сільських та міських районах, в старих будинках, щілинах та тріщинах у стінах, дуплах, отворах в деревах, печерах, колодязях, старих храмах, під карнизами. Лаштує сідала або окремо, або в колоніях по кілька сотень особин. Його політ включає в себе численні повороти, і також прямі траєкторії; полює переважно на жуків, міль, мух та інших комах. 

## Відтворення
Вагітність триває 50-55 днів, народжується двоє дитинчат.

## Загрози та охорона
Здається, немає серйозних загроз для цього широко розповсюдженого і адаптованого виду. Вид був записаний в кількох природоохоронних зонах. 